# John Henry Osmeña

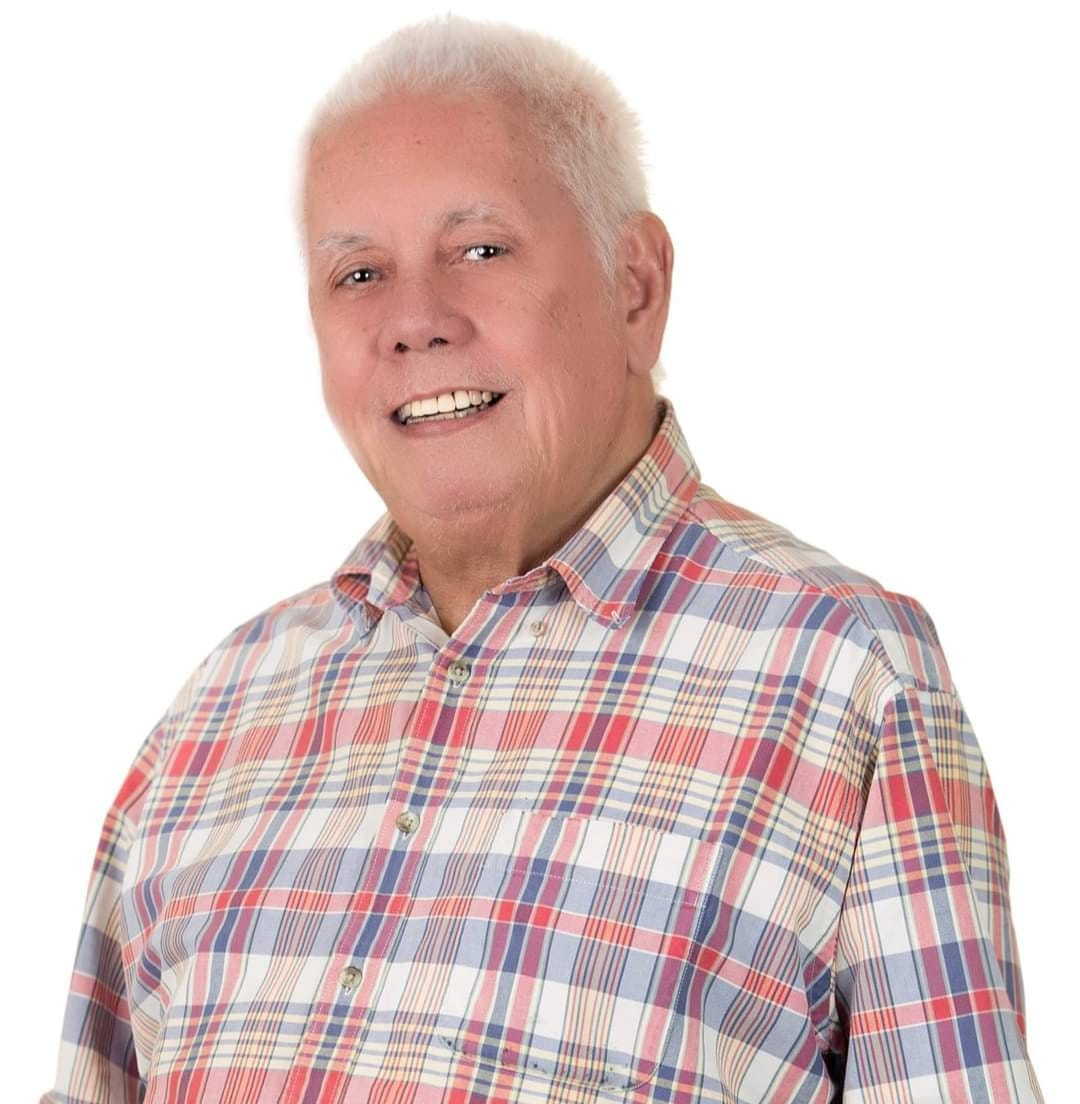
John Henry Osmeña, 2021

John Henry Renner Osmeña (* 17. Januar 1935; † 2. Februar 2021) war ein philippinischer Politiker. Er war Präsident des Senats der Philippinen.

## Leben

### Politische Laufbahn und Gegner der Marcos-Diktatur
John Osmeña, der ein Verwandter des ehemaligen Präsidenten Sergio Osmeña war, studierte nach dem Schulbesuch Maschinenbau an der University of San Carlos und absolvierte postgraduale Studien an der Universität der Philippinen und de International Social Institution in den Niederlanden.
Er begann seine politische Laufbahn 1963 als Mitglied des Stadtrates von Cebu City und war zwischen 1965 und 1969 Vize-Bürgermeister der Stadt. Im Anschluss wurde er im Dezember 1969 Mitglied des Repräsentantenhauses und vertrat dort bis Dezember 1971 den 2. Wahlbezirk von Cebu. Für seine politischen Verdienste wurde er 1970 zu einem der zehn herausragenden jungen Männer des Landes (Ten Outstanding Young Men (TOYM)) gewählt.
Bei einem Treffen der Partido Liberal ng Pilipinas auf der Plaza Miranda in Manila wurde er während des Senatswahlkampfs am 21. August 1971 durch zwei Granaten an beiden Beinen schwer verletzt, aber trotzdem kurz danach zum Mitglied des Senats gewählt. Als im Jahr darauf Präsident Ferdinand Marcos am 21. September 1972 das Kriegsrecht verhängte und der Senat dadurch aufgelöst wurde, ging er ins Exil in die Vereinigten Staaten.
Nach dem Attentat auf den früheren Senator Benigno „Ninoy“ Aquino am 21. August 1983 war er einer der ersten Politiker, die aus dem Exil auf die Philippinen zurückkehrten, um die Diktatur von Ferdinand Marcos zu bekämpfen.

### Senator und Abgeordneter nach dem Sturz von Marcos
Nach Markos Sturz im Zuge der People Power Revolution (EDSA I) wurde er Anfang 1986 amtierender Bürgermeister von Cebu City.
Im Juni 1987 wurde er wiederum Mitglied des Senats und gehörte diesem bis Juni 1995 an.
Als Senator vertrat er oftmals abweichende Meinungen und trat insbesondere gegen eine beabsichtigte Amtszeitverlängerung von Präsident Fidel Ramos ein. Daneben stand er hinter den beabsichtigten Untersuchungen zahlreicher irregulärer und unberechtigter Transaktionen der Regierung wie im Fall von Petroscam, der Philippine Airlines und der Philippine Ports Authority, die zum Rücktritt von korrupten Regierungsbeamten führten.
Des Weiteren war er verantwortlich für einige Gesetzesinitiativen wie zum Beispiel dem Municipal Telephone Act (Republic Act 6849), durch das jede Stadtgemeinde einen Telefonanschluss bekam, das Mini-Hydroelectric Program (RA 7156), welches nichtkonventionelle Elektrizität in ländlichen Gebieten förderte, das Public Telecommunications Act of 1995 (RA 7925), das Philippine Postal Corporation Act (RA 7354), das Electric Power Crisis Act (RA 7648) sowie das Build Operate Law (RA 7718). Schließlich wurde aufgrund seiner Gesetzesinitiative, die 1992 von Präsident Ramos als RA 7638 unterzeichnet wurde, das Energieministerium (Department of Energy) geschaffen.
Nach seinem Ausscheiden aus dem Senat war er zwischen Juni 1995 und Juni 1998 wiederum Mitglied des Repräsentantenhauses und vertrat in diesem den 3. Wahlbezirk von Cebu.
Zwischen Juni 1998 und Juni 2004 war er abermals Senator und war damit der Senator mit der insgesamt längsten Mitgliedschaft im Senat. Dabei war er auch Vorsitzender des Finanzausschusses und trat als solcher für die jährliche Umsetzung des General Appropriations Act im Senat ein. Als Vorsitzender des Energieausschusses leitete er die Verabschiedung von vier wichtigen Gesetzesentwürfen im Energiesektor: die SBN 1712 – Creation of National Transmission Company, die SBN 1621 – Amending Section 5 of RA 7638 or the Department of Energy Law, die SBN 1943 – Amending Certain Provisions of EO 172 (Energy Regulatory Board as Amended by RA 8479) sowie SBN 2000 – An Act to Modernize and Reform the Power Industry. Diese Gesetzesentwürfen wurden schließlich in dem Electric Power Industry Reform Act of 2000 (RA 9136) verabschiedet.
Darüber hinaus war John Henry Osmeña von 1999 bis 2000 auch Präsident des Senats Pro tempore und war als solcher Vertreter des Senatspräsidenten bei dessen Abwesenheit oder Erkrankung.
Sein Sohn John Gregory Osmeña, Jr. ist ebenfalls politisch aktiv und war unter anderem Vizegouverneur von Cebu.